# (73582) 2249 T-1
(73582) 2249 T-1 – planetoida z pasa głównego asteroid okrążająca Słońce w ciągu 3,46 lat w średniej odległości 2,28 j.a. Odkryta 25 marca 1971 roku.